# 三神宮
三神宫（印尼语：Vihara Bodhisatva Karaniya Metta，意为「慈悲菩萨庙”；潮州話：Sa Sin Keng），位於印尼西加里曼丹省坤甸市老埠头，周围多为華裔潮州人居住之地。最初建於清康熙十二年（1673年），是西加地区最为古老的佛教寺庙，也是婆罗洲最负盛名的妈祖庙之一。
三神宫原位於坤甸卡江（Sungai Kapuas）旁胜喜路（今Jalan. Sultan Muhammad）南侧，後迁来现在的地方。随后同“大伯公庙”与供奉哪咤三太子的“太子爷庙”合在一起，称为“三神宫”。宫内後有广东肇庆会馆所赠歌颂妈祖赐福的匾额“恩湛海甸”，後华人遂命名此地为“坤甸”。

## 歷史
三神宫正座（天后圣母）係在清康熙十二年（1679年）由中国侨民南迁至胜喜路。1904年，华商总会领导各商家协助，由黎金祥热心捐赠土地作为建庙之用，随後由华商总会聘请十八位中国侨民前来建庙。
1939年日军南侵时，该宫幸有宫主父亲林亚豹竭力維持運作。1940年，荷兰东印度公司的促商会在庙旁的空地建造一座学校（今育德女校）。1972年首次重修之时，由四位妇人贊助包修。1990年为响应政府的91年旅游号召，三神宫迎接来了一次更大的修建。

### 第一次重修
1990年9月1日宣佈开工重修三神宫，至11月正式动工，当时只完成了屋顶底板墙壁以及七层塔。1991年12月24日停工。1992年農曆二月初九，曾杏娥女士接手宫内外，如天公爷、南北斗、天官赐福、门神、全宫内壁图、葫芦、神桌、妈祖全身以及太子爷全身，存下南海观音以及佛祖全身（於当年二月份整修）。
1990年，宫内的天地神炉、妈祖神牌、神龛、全身宝莲灯、妈祖神前四只圆柱、全宫周围屋顶主柱（用藤圈成）花瓶、古钟（乾隆54年），还有妈祖、伯公、太子爷抬轿2顶以及石磬，寄放至西加孔教会保存（至今未交回）。

### 第二次整修
2012年9月24四日（农历八月初九），在时任三神宫外交理事人曾杏娥女士的领导下，三神宫开始了第二次重修。第二次重修后，三神宫的建筑构造有了新的变化。布局上，采取了“四方天地久久长，后山更比前山高”的理念。
第一， 在位于本座的妈祖庙两侧的“龙井”与“虎井”的上方开辟了天井，使得阳光透过天井能够照射到庙堂内。这种巧妙利用自然光线并且对古体建筑本身无任何损坏的技术手段在众多的中式庙宇中实属罕见。第二，在三神宫的后部殿堂加高，使得在侧面看起来是后一层比前一层更加高的叠层格局。

## 重要历史遗物
- 天地神炉（康熙十二年，1673年）
- 彩绘妈祖塑像（康熙十二年，1673年）
- 伯公神钟（乾隆五十四年，1789年）
- “湛恩海甸”匾额（光绪三十二年，1906年）